# Venturia malaisei
Venturia malaisei är en stekelart som beskrevs av Maheshwary 1977. Venturia malaisei ingår i släktet Venturia och familjen brokparasitsteklar. Inga underarter finns listade i Catalogue of Life.